# Norman Fucking Rockwell!
Norman Fucking Rockwell este al șaselea album de studio al cântăreței-compozitoare americane Lana Del Rey. A fost lansat pe 30 august 2019, de Polydor și Interscope Records, fiind unul din albumele de succes al cântăreței. Albumul are mai multe genuri dintre care Indie pop, Trip hop, Dream pop, Rock psihedelic, Folk rock, Pop baroc, Soft rock
De asemenea, este primul album al cântăreței nominalizat pentru "Albumul anului" la Premiille Grammy , in ediția a 62-a;
Acesta are o serie lunga de piese, 14 la număr, durând in total 67:38 min.
Piese au fost înregistrate pe parcurs a mai mulți ani : sfârșitul anului 2017-2019.